# ネブラスカ準州
ネブラスカ準州（ネブラスカじゅんしゅう、英: Nebraska Territory）は、1854年5月30日から1867年3月1日まで存在したアメリカ合衆国の自治的領域、すなわち準州である。ネブラスカがアメリカ合衆国の37番目の州として昇格することで、準州時代が終わった。ネブラスカ準州は1854年のカンザス・ネブラスカ法によって設立された。準州都はオマハだった。

## 歴史
1864年に権限付与法が連邦議会で成立した。憲法制定会議の代議員が選ばれたが、この会議は憲法を作らなかった。2年後の1866年に憲法が起草され、投票に付された。この憲法は満票で承認された。しかし、憲法に選挙権を「自由白人男性」に制限している条項があったために、ネブラスカが州に昇格するのがほぼ1年遅れた。州昇格のための1866年権限付与法案は、アンドリュー・ジョンソン大統領の握りつぶし拒否権（大統領が法案に10日間署名しない場合の間接的拒否権）の対象となった。連邦議会が1867年に再招集され、ネブラスカ憲法で選挙権条項を削除する修正を加えるという条件で、新たな州昇格法案が成立した。この法案もジョンソン大統領が拒否したが、議会はその拒否を無効にした。

### 州都を巡る戦い
オマハ市は新しい州の州都になることを必死に望んだ。1854年以来、地元の実業家がオマハ・クレーム・クラブを結成し、オマハを州都に指定し続けるよう準州議会を説得する計画の一翼を担った。議会議員に贈与する土地を確保しようという彼らの積極的な行動は、スクリプタウンとも呼ばれ、「ベイカー対モートン事件」に対する判決で違法とされた。
1858年1月、一群の代議員がネブラスカ準州議会を不法にフローレンスに移動させ、議会議事堂で暴力的な騒動が起こった。オマハから州都を動かすための法案に対する投票が何度も行われた後で、ネブラスカシティ、フローレンスやその他オマハ以外で招集された自治体からの代議員が小競り合いを演じた。州都を動かすための投票で多数票を得て全員が同意したにも拘わらず、「フローレンス議会」はネブラスカ準州知事を動かすことができなかった。オマハはネブラスカが州に昇格する1867年まで州都であり続けた。

### 初期の開拓
1800年代初期から1867年までに、ネブラスカ準州には、1806年に現在のベルヴューの地に設立されたフォントネルズ・ポストを含み、幾つかの交易基地、砦および町が造られた。1823年の毛皮交易記録に初めて言及されている。現在のノースオマハのドッジ公園近くにマヌエル・リサによって設立されたリサ砦は1812年の創設だったが、リサはそれ以前にミズーリ川の上流であるモンタナやノースダコタに基地を設けていた。ランカスターの初期の村が1856年に造られ、後にリンカーンと呼ばれた。この時はサラトガやサウスネブラスカシティ、フローレンスも造られた。
1819年にアトキンソン砦がカウンシル・ブラフに造られた。1822年、ミズーリ川近くにサバンヌの交易基地が造られた。モルモン教徒が1846年にカトラーズ・パークを設立し、ベルヴューは1853年に町制が布かれた。1854年にはアメリカ軍と先住インディアンとの間のトラブルからグラッタンの虐殺が起きた。近くのオマハシティは1854年に造られ、ネブラスカシティとカーニーは1855年に町制が布かれた。影響力のあるブラウンビルとフォンタネルの町もその年に造られた。

#### 初期の新聞
ネブラスカ準州初期の新聞には、ニューズを共有することと地域の開拓を促進することの2つの目的があった。1860年、準州内には12の週刊紙、2つの隔週刊紙および1つの月間紙があり、全発行数は9,750部に上った。1867年の州昇格の後で、新聞発行業が大きく拡大した。
| ネブラスカ・パラジューム・アンド・プラットバレー・アドボキト | 1854年-55年   | ベルヴュー       | トマス・モートン編集 |
| オマハ・アロー                                               |               | オマハ           | |
| ネブラスカ・ニューズ                                         |               | ネブラスカシティ | |
| ネブラスキアン                                               | 1854年-1864年 | オマハ           | |
| ネブラスカ・アドバタイザー                                   | 1856年        | ブラウンビル     | ロバート・W・ファーナス編集 |
| ハンツマンズ・エコー                                         | 1858年        | シェルトン近く   | ジョセフ・E・ジョンソン編集。オレゴン・トレイルの開拓者に影響を与えた                                                            |
| ネブラスカ・レパブリカン                                     | 1858年        | オマハ           | 準州で初めて印刷機を用いた新聞。オマハ・レパブリカンに継続し、1871年にオマハ・トリビューンに吸収された                           |
| ネブラスカ・ファーマー                                       | 1859年        | ブラウンビル     | ロバート・W・ファーナスが準州で初めての農業新聞を発行した                                                                        |
| ペルー・オーチャーディスト                                   |               | ペルー           | |
| オマハ・デイリー・テレグラフ                                 | 1860年        | オマハ           | 準州で最初の日刊紙、経営に失敗し1861年にネブラスキアンに売却された                                                               |
| ネブラスカ・ドイツェ・ツァイトゥング                         | 1861年        | ネブラスカシティ | フランク・レナーが発行。このドイツ語による新聞は国内やドイツでも配布された。準州内に多くのドイツ人を連れてきた功績があるとされる |
| オマハ・デイリー・ヘラルド                                   | 1865年        | オマハ           | ジョージ・L・ミラー編集。ユニオン・パシフィック鉄道をオマハに引くことに影響力を持った                                            |

### 初期の軍事基地
1819年に設立されたアトキンソン砦は初期毛皮交易基地でもあったが、ネブラスカ準州となる領域内では最初の軍事基地の場所であり、最初の学校が建てられた場所でもあった。ネブラスカ準州内のその他の基地としては、現在のカーニーに近いカーニー砦、源氏のマクスウェルに近いマクファーソン砦、現在のミッチェルに近いミッチェル砦、現在はサウスダコタ州内となったランドール砦、および現在はワイオミング州内となっているカスパー砦、ハレック砦、ララミー砦、およびサンダーズ砦があった。

## 境界
ネブラスカ州の初期の境界（基本法で規定されたもの）には、ルイジアナ買収で入手した領域の大半が含まれた。各方向の境界は以下の通りだった。
- 南境界：北緯40度線（現在のカンザス州との境界）
- 西境界：大陸分水界（太平洋と大西洋の分水界）
- 北境界：北緯49度線（アメリカ合衆国・カナダ国境）
- 東境界：ホワイトアース川およびミズーリ川

### その後の準州創設
ネブラスカ準州の創設のとき、その領域はグレートプレーンズの北部大半、ミズーリ川盆地上流の大半およびロッキー山脈北部の東側まで拡がっていた。1860年代に新しい準州が創られて、ネブラスカ準州は徐々にその大きさが小さくなっていった。
1861年2月28日に、北緯41度線の南、西経102度3分（ワシントンD.C.の25度西）より西にコロラド準州が創られた（現在のフォートコリンズ、グリーリーおよびベースライン道路より北のボルダーの部分が含まれた）。
1861年3月2日、ダコタ準州が創設された。それまでのネブラスカ準州領域から、北緯43度線（現在のサウスダコタ州とネブラスカ州の州境）より北の領域を全て取り、さらに北緯43度線とケヤパハ川とニオブララ川の間の現在はネブラスカ州の領域も取った（この土地は1882年にネブラスカ州に返された）。ダコタ準州を創設する法律では、ネブラスカに現在はワイオミング州南西部となっている、北緯41度線と43度線および西経110度3分（ワシントンD.C.の33度西）と大陸分水界で囲まれるユタ準州とワシントン準州の小さな領域を含める条項もあった。これらの領域はルイジアナ買収の一部ではなく、オレゴン・カントリーの一部であり、1846年にアメリカ合衆国の領土になっていた。
1863年3月3日、アイダホ準州が西経104度3分（ワシントンD.C.の27度西）から西の領域を全て取った。